# Аскольдов, Яков Лазаревич
Я́ков Ла́заревич Аско́льдов (настоящая фамилия — Калмано́вич; 1893—1937) — участник Гражданской войны, организатор металлургической промышленности, дважды краснознамёнец (1921, 1922).

## Биография
Родился в 1893 году в городе Слуцке (ныне — Минская область Белоруссии), в семье уроженца Любчи Лазаря Яковлевича Калмановича (1871—?). В мае 1917 года вступил в РСДРП(б). После Октябрьской революции пошёл на службу в органы ВЧК. С 31 октября 1918 по январь 1919 года возглавлял Витебскую губернскую ЧК. Позднее перешёл на службу в Рабоче-крестьянскую Красную Армию. Участвовал в боях Гражданской войны, будучи военным комиссаром 1-й Литовской стрелковой дивизии, членом Революционного военного совета 3-й армии Восточного фронта, помощником командующего войсками Харьковского военного округа. Неоднократно отличался в боях.
Приказом Революционного Военного Совета Республики № 234 в 1921 году впервые был награждён орденом Красного Знамени РСФСР.
Приказом Революционного Военного Совета Республики № 154 в 1922 году вторично был награждён орденом Красного Знамени РСФСР.
После окончания войны продолжил службу в Рабоче-крестьянской Красной Армии. В 1922—1924 годах он возглавлял Главное военно-инженерное управление РККА, затем был Главным инспектором Управления военно-учебных заведений РККА. Позднее уволился из Вооружённых Сил.
С апреля 1933 года был начальником строительства Сибирского металлургического завода в Новосибирске, а затем директором этого завода. Позднее он был переведён в Киев на должность директора завода «Большевик». В 1937 году был арестован в Киеве органами НКВД СССР, доставлен в Москву, где был приговорён по ст. 58-1а УК РСФСР к расстрелу. Реабилитирован в 1955 году посмертно.

## Семья
- Дочь (от первого брака) — Евгения Яковлевна Аскольдова (1923—?).

2-й брак — Александра Ильинична Амелькина (1905—1982). Была арестована как ЧСИР. Во время Великой Отечественной войны работала вместе с А. А. Багдасаровым, заведовала донорским пунктом в Москве, награждена орденом Красной Звезды.
- Сын — кинорежиссёр Александр Яковлевич Аскольдов[5].